# بندامان
بندامان، روستایی از توابع بخش زرین‌دشت شهرستان نهاوند در استان همدان ایران است.

## جمعیت
این روستا در دهستان فضل قرار دارد و براساس سرشماری مرکز آمار ایران در سال ۱۳۹۵، جمعیت آن ۱۶۶ نفر (۵۶خانوار) بوده‌است.